# 有孔虫
有孔虫（ゆうこうちゅう、Foraminifera; ラテン語 foramen '穴' + -fer '含む'）は、主として石灰質の殻（test）と網状仮足を持つアメーバ様原生生物の一群である。普通は1mm以下の大きさだが、大きいものでは5cm程度、最大で20cm近くに達するものも存在する。現生・化石合わせて25万種が知られており、各種の指標生物として有用である。殻が堆積して石灰岩を形成することがあり、サンゴ礁における炭酸カルシウムの沈殿にも非常に貢献している。

## 形態
細胞は顆粒を含む内質と透明な外質とに分けられる。仮足は糸状で、分岐したり融合したりして網状になり、その中を顆粒が両方向に流れている。これは移動、着生、捕食などのために使われている。細胞内共生体として、緑藻、紅藻、黄金色藻、珪藻、渦鞭毛藻などの様々な藻類を持っているものがかなりある。またクレプトクロロプラスト、すなわち摂食した藻類の葉緑体を残しておき光合成をするものもある。
殻は多くの部屋（室または房、chamber）に分かれているものが多く、非常に精巧な構造になるものもある。これは初室（あるいは初房、proloculus）を核とし、成長するに従って外側に室を作り出すためであり、その全形は往々にして巻き貝に似る。殻には穴（口孔、aperture）や細かい多数の穴があり、これを通じて外に仮足を出す。

## 生態と生活環

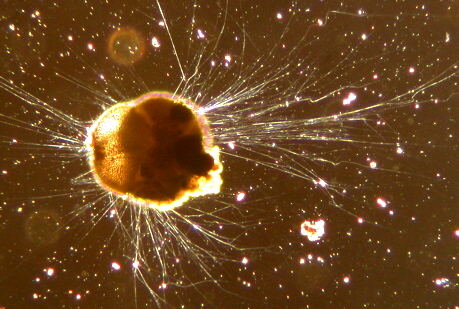
生きた有孔虫Ammonia tepidaと糸状の偽足

現生の有孔虫は基本的に海産だが、汽水でも生存可能である。レマン湖（Lake Geneva）などには淡水種も数種あり、多雨林の湿った土壌で生活している種さえある。海では浅い海底の、海藻の根本などに付着して生活しており、例えば沖縄土産で有名な星の砂は有孔虫の一種ホシズナ（Baculogypsina sphaerulata）の殻であるが、そのような場所を探せば生きたものを見つけることができる。（ちなみに「太陽の砂」とも呼ばれる、突起の先端が丸みを帯びた星砂は Calcarina 属の有孔虫である。）さらに深海堆積物表層にも有孔虫が多数生息していることがわかっている。この様な、海底に暮らすものを底生有孔虫（Benthic foraminifera）といい、現生のほとんどの有孔虫が相当する。これに対して、プランクトンとして生活している現生種は約40種ある。それらを浮遊性有孔虫（Planctonic foraminifera）といい、代表的なものにタマウキガイ（Globigerina）がある。

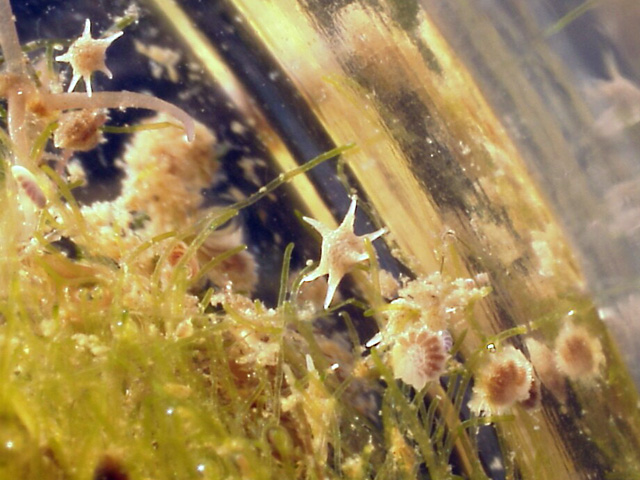
緑藻に付着する有孔虫。ホシズナ(B. sphaerulata) ほか。

有孔虫の生活環には単相と複相の世代交代があるが、両世代の外形はよく似ている。単相のガモントは単核で、細胞分裂して通常は鞭毛を２本持つ配偶子を多数つくる。鞭毛を持たないアメーバ状の配偶子を生じる種もある。複相のシゾントは多核体で、減数分裂したあとは分裂して新しいガモントを作る。生殖世代の間に複数回の無性生殖を行うことも珍しくない。

## 利用

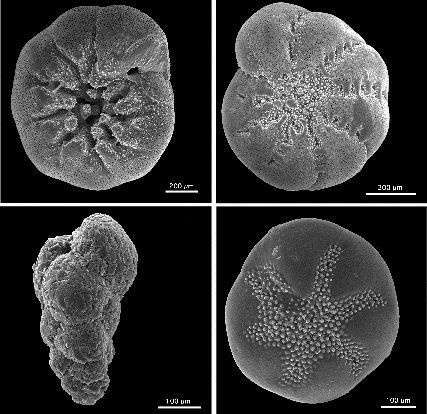
有孔虫 底生性の4種を走査型電子顕微鏡で撮影したもの。左上から時計回りにAmmonia beccarii、Elphidium excavatum clavatum、Buccella frigida、Eggerella advena。いずれも直径数百μm

有孔虫の殻はいわゆる微化石として産出する。その殻の形態が多様であり、形態が複雑であること、また多量に産出することから、化石有孔虫群集からは岩石の正確な相対的年代を知ることができ、生物層序にとって極めて有用である。また同様の理由で、現生の有孔虫群集は海岸環境の生物指標として使われている。これは有孔虫の生息域（もしくは形態）が温度、水深、静水圧、光、酸素、塩分などの様々な要因によって決まっており、環境変化に対して敏感に応答するという性質による。ただし、有孔虫の炭酸カルシウムの殻は酸性条件では溶解しやすいため、化石化後の修飾として気候の変化や海洋酸性化の影響を受けていたり、他の鉱物への置換などが起きている可能性もある。
有孔虫化石は古気象学や古海洋学でも有用である。有孔虫化石の酸素安定同位体比（有名なのは18Oの16Oに対する比）を調べることで、過去の気候を再構成することができる。また浮遊性有孔虫化石の地理的分布および炭素安定同位体比は、過去の海流を再構成するのに使われる。つまり、化石有孔虫は示準化石としても示相化石としても重要である。石油産業は以前は油層の候補を見つけるために有孔虫などの微化石に依存していた。
有孔虫の殻の一部は堆積物として沈殿する。海洋底の堆積物中において、有孔虫殻が多くを占めるものを有孔虫軟泥と呼び、年月を経て固結すると石灰岩となる。エジプトのピラミッドの建材である貨幣石石灰岩などはその例である。

## 分類

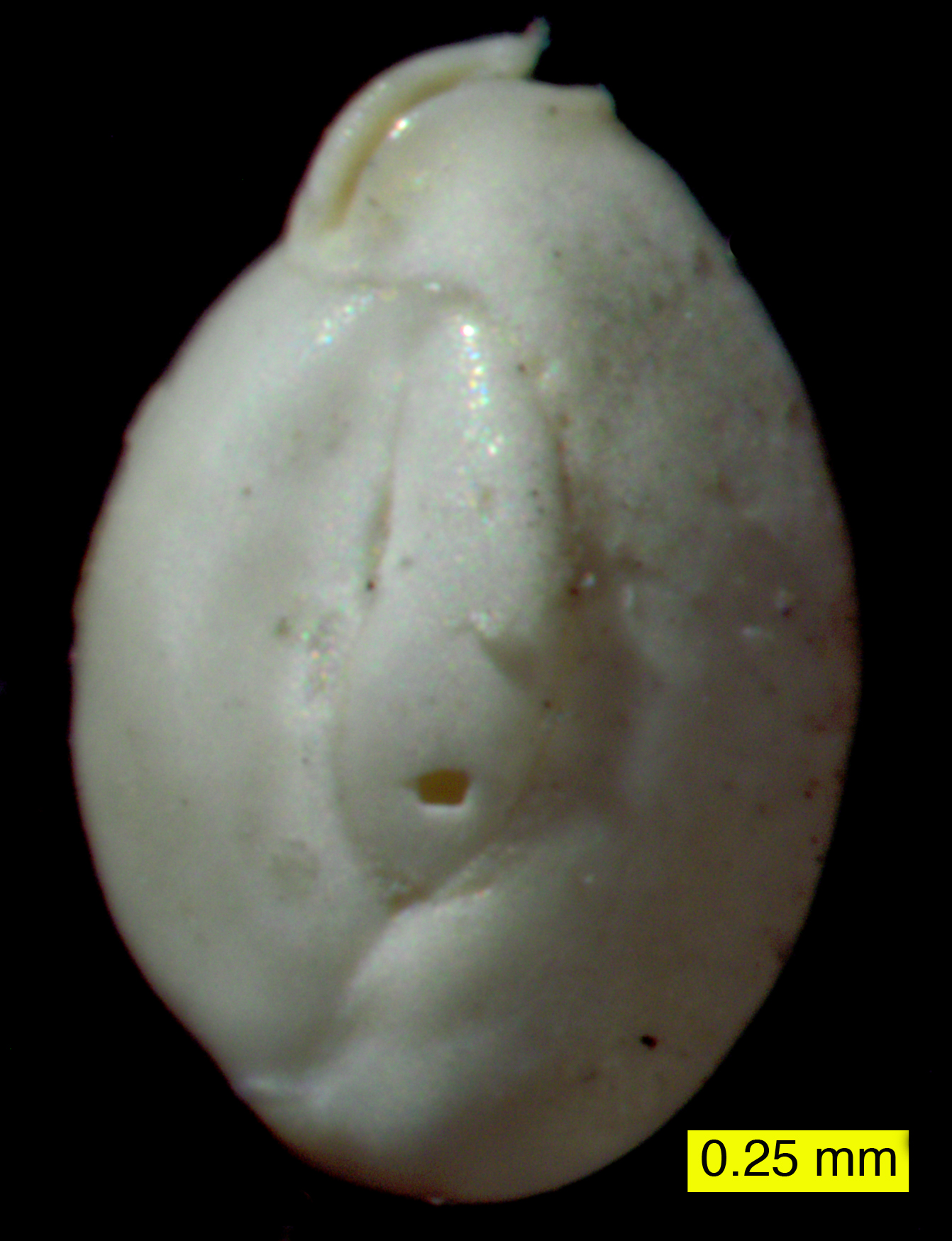
Quinqueloculina

かつては原生動物根足虫類に分類された。2007年現在ではリザリアに含められている。リザリアには他にケルコゾアと放散虫があるが、これらと有孔虫との位置関係にはまだ不明な点がある。
殻の形や組成は有孔虫の分類同定の基本的な手段である。炭酸カルシウムを主成分とする石灰質（calcareous）の殻をもつものが多く、これはさらに透明なガラス質（hyaline）と不透明な陶器質（または磁器質、porcelaneous）とに分けられる。有機質（または偽キチン質、pseudochitinious）の殻や、堆積物の破片を接着してできる砂質（または膠着質、膠結質、agglutinated）の殻を持つ有孔虫もおり、珪酸質（siliceous）の殻を持つ属も1つある。しかしこうした殻の組成を用いた分類体系は、自然分類ではないことがわかっている。
分子系統解析からは、はじめに単室の有孔虫が放散し、その後に多室の有孔虫が少なくとも2回独立に進化したことが知られている。またReticulomyxaとクセノフィオフォラが殻を持たない有孔虫であることが示された。一方網状仮足を出すアメーバ様生物で、以前は有孔虫とともに顆粒根足虫類（Granuloreticulosa）としてまとめられていたものがいくつかあるが、そのほとんどは現在はケルコゾアに含められている。

## 化石種
殻を持っていることからカンブリア紀以降化石として多くみつかり、示相化石、示準化石として重視される。フズリナ（紡錘虫）や貨幣石は現生では見られない大型種である。他にDentalina、Endothyra、Globigerina、Hyperammina、Triticitesなどがある。底生の有孔虫はカンブリア紀以前に出現し、浮遊性の有孔虫が出現したのはジュラ紀以降である。